# Omaans voetbalelftal (mannen)
Het Omaans voetbalelftal is een team van voetballers dat Oman vertegenwoordigt bij internationale wedstrijden zoals de kwalificatiewedstrijden voor het WK en het Aziatisch kampioenschap.

## Geschiedenis
Oman speelde zijn eerste internationale wedstrijd in 1965, het verloor met 15-1 van Soedan, een half jaar later leed het zijn grootste nederlaag ooit: 21-0 tegen Libië. In 1983 speelde het zijn eerste kwalificatie-wedstrijden voor het Aziatisch kampioenschap en in 1989 speelde het zijn eerste WK-wedstrijd (1-1 tegen Irak). In 1996 werd het jeugdteam onder 17 jaar Aziatisch kampioen, een voorbode voor een succesvolle periode in de jaren nul. Voor het WK van 2002 plaatste Oman zich ten koste van Syrië voor de finale-poule. Oman eindigde op de vijfde en laatste plaats in de poule, de enige overwinning was tegen Oezbekistan: 4-2. In dezelfde periode haalde Oman twee keer het eindtoernooi van het Aziatisch kampioenschap, zowel in 2004 en in 2007 was de groepsfase het eindstation. In 2009 won het de Gulf Cup of Nations na twee eerder verloren finales. In de finale werd Saoedi-Arabië na strafschoppen verslagen.
Voor het WK van 2014 werd voor de tweede keer in de finale-ronde gehaald. Op de laatste speelronde werd Thailand met 2-0 verslagen en door een nederlaag van Saoedi-Arabië tegen Australië werd de finale-poule veilig gesteld. De doelcijfers waren: drie doelpunten voor en zes tegen in zes wedstrijden. In de finale-poule stond Oman voor de laatste speeldag op de derde plaats in de groep, hetgeen plaatsing voor de Play-Offs zou betekenen. Op de laatste speeldag werd echter met 1-0 van naaste concurrent Jordanië verloren en was de ploeg uitgeschakeld. Het Aziatisch kampioenschap van 2015 in Australië leverde ook uitschakeling in de eerste ronde op, Oman verloor in de eerste twee wedstrijden van de twee latere finalisten Australië en Zuid-Korea.
Het opnieuw bereiken van de finale-poule was onmogelijk geworden na een nederlaag tegen Turkmenistan, alleen een 0-8 overwinning op Iraans voetbalelftal zou kwalificatie opleveren. Na een 2-0 nederlaag tegen Iran eindigde Oman op de tweede plaats en Oman hoorde niet de beste nummers twee van de Aziatische Zone. Na deze teleurstelling werd Pim Verbeek aangesteld als bondscoach, hij plaatste zich voor het Aziatisch Kampioenschap van 2019. De eerste wedstrijd leverde een 14-0 overwinning op tegen Bhutan, de grootste overwinning in zijn historie.

## Deelname aan internationale toernooien

### Wereldkampioenschap
| 1986 | Teruggetrokken      | Teruggetrokken      | Teruggetrokken      | Teruggetrokken      | Teruggetrokken      | Teruggetrokken      | Teruggetrokken      |
| 1990 | Niet gekwalificeerd | Niet gekwalificeerd | Niet gekwalificeerd | Niet gekwalificeerd | Niet gekwalificeerd | Niet gekwalificeerd | Niet gekwalificeerd |
| 1994 | Niet gekwalificeerd | Niet gekwalificeerd | Niet gekwalificeerd | Niet gekwalificeerd | Niet gekwalificeerd | Niet gekwalificeerd | Niet gekwalificeerd |
| 1998 | Niet gekwalificeerd | Niet gekwalificeerd | Niet gekwalificeerd | Niet gekwalificeerd | Niet gekwalificeerd | Niet gekwalificeerd | Niet gekwalificeerd |
| 2002 | Niet gekwalificeerd | Niet gekwalificeerd | Niet gekwalificeerd | Niet gekwalificeerd | Niet gekwalificeerd | Niet gekwalificeerd | Niet gekwalificeerd |
| 2006 | Niet gekwalificeerd | Niet gekwalificeerd | Niet gekwalificeerd | Niet gekwalificeerd | Niet gekwalificeerd | Niet gekwalificeerd | Niet gekwalificeerd |
| 2010 | Niet gekwalificeerd | Niet gekwalificeerd | Niet gekwalificeerd | Niet gekwalificeerd | Niet gekwalificeerd | Niet gekwalificeerd | Niet gekwalificeerd |
| 2014 | Niet gekwalificeerd | Niet gekwalificeerd | Niet gekwalificeerd | Niet gekwalificeerd | Niet gekwalificeerd | Niet gekwalificeerd | Niet gekwalificeerd |
| 2018 | Niet gekwalificeerd | Niet gekwalificeerd | Niet gekwalificeerd | Niet gekwalificeerd | Niet gekwalificeerd | Niet gekwalificeerd | Niet gekwalificeerd |
| 2022 | Niet gekwalificeerd | Niet gekwalificeerd | Niet gekwalificeerd | Niet gekwalificeerd | Niet gekwalificeerd | Niet gekwalificeerd | Niet gekwalificeerd |

### Aziatisch kampioenschap
| Aziatisch kampioenschap overzicht | Aziatisch kampioenschap overzicht | Aziatisch kampioenschap overzicht | Aziatisch kampioenschap overzicht | Aziatisch kampioenschap overzicht | Aziatisch kampioenschap overzicht | Aziatisch kampioenschap overzicht | Aziatisch kampioenschap overzicht | Aziatisch kampioenschap overzicht | Aziatisch kampioenschap overzicht |
| Jaar                              | Ronde                             | Wed.                              | W                                 | G                                 | V                                 | DV                                | DT                                | Kwal                              |                                   |
| --------------------------------- | --------------------------------- | --------------------------------- | --------------------------------- | --------------------------------- | --------------------------------- | --------------------------------- | --------------------------------- | --------------------------------- | --------------------------------- |
| 1984                              | Niet gekwalificeerd               | Niet gekwalificeerd               | Niet gekwalificeerd               | Niet gekwalificeerd               | Niet gekwalificeerd               | Niet gekwalificeerd               | Niet gekwalificeerd               | Niet gekwalificeerd               |                                   |
| 1988                              | Teruggetrokken                    | Teruggetrokken                    | Teruggetrokken                    | Teruggetrokken                    | Teruggetrokken                    | Teruggetrokken                    | Teruggetrokken                    | Teruggetrokken                    |                                   |
| 1992                              | Niet gekwalificeerd               | Niet gekwalificeerd               | Niet gekwalificeerd               | Niet gekwalificeerd               | Niet gekwalificeerd               | Niet gekwalificeerd               | Niet gekwalificeerd               | Niet gekwalificeerd               |                                   |
| 1996                              | Niet gekwalificeerd               | Niet gekwalificeerd               | Niet gekwalificeerd               | Niet gekwalificeerd               | Niet gekwalificeerd               | Niet gekwalificeerd               | Niet gekwalificeerd               | Niet gekwalificeerd               |                                   |
| 2000                              | Niet gekwalificeerd               | Niet gekwalificeerd               | Niet gekwalificeerd               | Niet gekwalificeerd               | Niet gekwalificeerd               | Niet gekwalificeerd               | Niet gekwalificeerd               | Niet gekwalificeerd               |                                   |
| 2004                              | Groepsfase                        | 3                                 | 1                                 | 1                                 | 1                                 | 4                                 | 3                                 | (Kwal.)                           |                                   |
| 2007                              | Groepsfase                        | 3                                 | 0                                 | 2                                 | 1                                 | 1                                 | 3                                 | (Kwal.)                           |                                   |
| 2011                              | Niet gekwalificeerd               | Niet gekwalificeerd               | Niet gekwalificeerd               | Niet gekwalificeerd               | Niet gekwalificeerd               | Niet gekwalificeerd               | Niet gekwalificeerd               | Niet gekwalificeerd               |                                   |
| 2015                              | Groepsfase                        | 3                                 | 1                                 | 0                                 | 2                                 | 1                                 | 5                                 | (Kwal.)                           |                                   |
| 2019                              | Achtste finale                    | 4                                 | 1                                 | 0                                 | 4                                 | 4                                 | 6                                 | (Kwal.)                           |                                   |
| 2023                              | Groepsfase                        | 3                                 | 0                                 | 2                                 | 1                                 | 2                                 | 3                                 | (Kwal.)                           |                                   |

### West-Aziatisch kampioenschap
| West-Aziatisch kampioenschap overzicht | West-Aziatisch kampioenschap overzicht | West-Aziatisch kampioenschap overzicht | West-Aziatisch kampioenschap overzicht | West-Aziatisch kampioenschap overzicht | West-Aziatisch kampioenschap overzicht | West-Aziatisch kampioenschap overzicht | West-Aziatisch kampioenschap overzicht | West-Aziatisch kampioenschap overzicht |
| Jaar                                   | Ronde                                  | Wed.                                   | W                                      | G                                      | V                                      | DV                                     | DT                                     |                                        |
| -------------------------------------- | -------------------------------------- | -------------------------------------- | -------------------------------------- | -------------------------------------- | -------------------------------------- | -------------------------------------- | -------------------------------------- | -------------------------------------- |
| 2008                                   | Groepsfase                             | 2                                      | 0                                      | 0                                      | 2                                      | 1                                      | 4                                      |                                        |
| 2010                                   | Groepsfase                             | 2                                      | 0                                      | 1                                      | 1                                      | 2                                      | 4                                      |                                        |
| 2012                                   | Derde                                  | 5                                      | 3                                      | 0                                      | 2                                      | 5                                      | 4                                      |                                        |
| 2014                                   | Groepsfase                             | 2                                      | 0                                      | 2                                      | 0                                      | 0                                      | 0                                      |                                        |
| 2019                                   | Geen deelname                          | Geen deelname                          | Geen deelname                          | Geen deelname                          | Geen deelname                          | Geen deelname                          | Geen deelname                          | Geen deelname                          |

### Golf Cup of Nations
| Golf Cup of Nations overzicht | Golf Cup of Nations overzicht | Golf Cup of Nations overzicht | Golf Cup of Nations overzicht | Golf Cup of Nations overzicht | Golf Cup of Nations overzicht | Golf Cup of Nations overzicht | Golf Cup of Nations overzicht | Golf Cup of Nations overzicht |
| Jaar                          | Ronde                         | Wed.                          | W                             | G                             | V                             | DV                            | DT                            |                               |
| ----------------------------- | ----------------------------- | ----------------------------- | ----------------------------- | ----------------------------- | ----------------------------- | ----------------------------- | ----------------------------- | ----------------------------- |
| 1974                          | Groepsfase                    | 2                             | 0                             | 0                             | 2                             | 0                             | 9                             |                               |
| 1976                          | Zevende                       | 6                             | 0                             | 1                             | 5                             | 3                             | 21                            |                               |
| 1979                          | Zevende                       | 6                             | 0                             | 0                             | 6                             | 1                             | 21                            |                               |
| 1982                          | Zesde                         | 5                             | 0                             | 0                             | 5                             | 2                             | 15                            |                               |
| 1984                          | Zevende                       | 6                             | 0                             | 2                             | 4                             | 3                             | 9                             |                               |
| 1986                          | Zevende                       | 6                             | 0                             | 1                             | 5                             | 4                             | 11                            |                               |
| 1988                          | Zevende                       | 6                             | 1                             | 1                             | 4                             | 3                             | 9                             |                               |
| 1990                          | Vierde                        | 4                             | 0                             | 3                             | 1                             | 4                             | 6                             |                               |
| 1992                          | Zesde                         | 5                             | 0                             | 0                             | 5                             | 1                             | 10                            |                               |
| 1994                          | Zesde                         | 5                             | 0                             | 2                             | 3                             | 4                             | 9                             |                               |
| 1996                          | Zesde                         | 5                             | 0                             | 2                             | 3                             | 2                             | 7                             |                               |
| 1998                          | Vierde                        | 5                             | 1                             | 1                             | 3                             | 6                             | 12                            |                               |
| 2002                          | Vijfde                        | 5                             | 1                             | 1                             | 3                             | 5                             | 7                             |                               |
| 2003                          | Vierde                        | 6                             | 2                             | 2                             | 2                             | 6                             | 4                             |                               |
| 2004                          | Tweede                        | 5                             | 3                             | 1                             | 1                             | 10                            | 7                             |                               |
| 2007                          | Tweede                        | 5                             | 4                             | 0                             | 1                             | 8                             | 4                             |                               |
| 2009                          | Kampioen                      | 5                             | 3                             | 2                             | 0                             | 7                             | 0                             |                               |
| 2010                          | Groepsfase                    | 3                             | 0                             | 3                             | 0                             | 1                             | 1                             |                               |
| 2013                          | Groepsfase                    | 3                             | 0                             | 1                             | 2                             | 1                             | 4                             |                               |
| 2014                          | Vierde                        | 5                             | 1                             | 2                             | 2                             | 7                             | 5                             |                               |
| 2017                          | Kampioen                      | 5                             | 3                             | 1                             | 1                             | 4                             | 1                             |                               |
| 2019                          | Groepsfase                    | 3                             | 1                             | 1                             | 1                             | 4                             | 4                             |                               |
| 2023                          | Tweede                        | 5                             | 3                             | 1                             | 1                             | 8                             | 6                             |                               |

### FIFA Arab Cup
| FIFA Arab Cup overzicht | FIFA Arab Cup overzicht | FIFA Arab Cup overzicht | FIFA Arab Cup overzicht | FIFA Arab Cup overzicht | FIFA Arab Cup overzicht | FIFA Arab Cup overzicht | FIFA Arab Cup overzicht | FIFA Arab Cup overzicht |
| Jaar                    | Ronde                   | Wed.                    | W                       | G                       | V                       | DV                      | DT                      |                         |
| ----------------------- | ----------------------- | ----------------------- | ----------------------- | ----------------------- | ----------------------- | ----------------------- | ----------------------- | ----------------------- |
| 2021                    | kwartfinale             | 4                       | 1                       | 1                       | 2                       | 6                       | 5                       |                         |

### Centraal-Aziatisch kampioenschap
| Centraal-Aziatisch kampioenschap overzicht | Centraal-Aziatisch kampioenschap overzicht | Centraal-Aziatisch kampioenschap overzicht | Centraal-Aziatisch kampioenschap overzicht | Centraal-Aziatisch kampioenschap overzicht | Centraal-Aziatisch kampioenschap overzicht | Centraal-Aziatisch kampioenschap overzicht | Centraal-Aziatisch kampioenschap overzicht | Centraal-Aziatisch kampioenschap overzicht |
| Jaar                                       | Ronde                                      | Wed.                                       | W                                          | G                                          | V                                          | DV                                         | DT                                         |                                            |
| ------------------------------------------ | ------------------------------------------ | ------------------------------------------ | ------------------------------------------ | ------------------------------------------ | ------------------------------------------ | ------------------------------------------ | ------------------------------------------ | ------------------------------------------ |
| 2023                                       | Derde                                      | 4                                          | 2                                          | 1                                          | 1                                          | 4                                          | 4                                          |                                            |

## FIFA-wereldranglijst[6]
| 1993 | 1994 | 1995 | 1996 | 1997 | 1998 | 1999 | 2000 | 2001 | 2002 | 2003 | 2004 | 2005 | 2006 | 2007 | 2008 | 2009 | 2010 | 2011 | 2012 | 2013 | 2014 | 2015 | 2016 | 2017 | 2018 |
| ---- | ---- | ---- | ---- | ---- | ---- | ---- | ---- | ---- | ---- | ---- | ---- | ---- | ---- | ---- | ---- | ---- | ---- | ---- | ---- | ---- | ---- | ---- | ---- | ---- | ---- |
| 97   | 71   | 98   | 91   | 81   | 58   | 92   | 106  | 91   | 96   | 62   | 56   | 91   | 72   | 84   | 96   | 79   | 99   | 85   | 95   | 85   | 93   | 104  | 121  | 101  | 82   |

## Bondscoaches
| Naam                     | Van  | Tot  | Duels | W | G | V |
| ------------------------ | ---- | ---- | ----- | - | - | - |
| Mohammed Al-Khafaji      | 1974 | 1976 | 9     | 0 | 1 | 8 |
| George Smith             | 1979 | 1979 | 6     | 0 | 0 | 6 |
| Hamed El-Dhiab           | 1980 | 1982 |       |   |   |   |
| Mansaf El-Meliti         | 1982 | 1982 |       |   |   |   |
| Paulo Heiki              | 1984 | 1984 | 10    | 1 | 3 | 6 |
| Antônio Clemente         | 1986 | 1986 |       |   |   |   |
| Jorge Vitório            | 1986 | 1988 |       |   |   |   |
| Karl-Heinz Heddergott    | 1988 | 1989 |       |   |   |   |
| Bernd Patzke             | 1990 | 1992 |       |   |   |   |
| Heshmat Mohajerani       | 1992 | 1994 |       |   |   |   |
| Rashid Jaber Al-Yafi’i   | 1995 | 1996 |       |   |   |   |
| Mahmoud El-Gohary        | 1996 | 1996 |       |   |   |   |
| Jozef Vengloš            | 1996 | 1997 |       |   |   |   |
| Ian Porterfield          | 1997 | 1997 |       |   |   |   |
| Homayoun Shahrokhi       | 1997 | 1998 |       |   |   |   |
| Valdeir Vieira           | 1998 | 1999 |       |   |   |   |
| Carlos Alberto Torres    | 2000 | 2001 |       |   |   |   |
| Milan Máčala             | 2001 | 2001 |       |   |   |   |
| Bernd Stange             | 2001 | 2001 |       |   |   |   |
| Rashid Jaber Al-Yafi’i   | 2002 | 2002 | 7     | 2 | 1 | 4 |
| Milan Máčala             | 2003 | 2005 |       |   |   |   |
| Srečko Juričić           | 2005 | 2006 |       |   |   |   |
| Hamad Al-Azani (interim) | 2006 | 2006 |       |   |   |   |
| Milan Máčala             | 2006 | 2007 |       |   |   |   |
| Gabriel Calderón         | 2007 | 2008 |       |   |   |   |
| Julio César Ribas        | 2008 | 2008 |       |   |   |   |
| Hamad Al-Azani (interim) | 2008 | 2008 |       |   |   |   |
| Claude Le Roy            | 2008 | 2010 |       |   |   |   |
| Hamad Al-Azani (interim) | 2010 | 2010 |       |   |   |   |
| Paul Le Guen             | 2011 | 2015 |       |   |   |   |
| Juan Ramón López         | 2016 | 2016 |       |   |   |   |
| Pim Verbeek              | 2016 | 2019 |       |   |   |   |
| Erwin Koeman             | 2019 | 2019 |       |   |   |   |
| Branko Ivanković         | 2020 |      |       |   |   |   |

## Bekende (oud-)spelers
- Ali Al-Habsi

OFA · A-internationals · Bondscoaches · Statistieken · Olympisch elftal · Oman U21 · Oman U20 · Oman U19 · Oman U18 · Oman U17
1970 – 1979 · 
1980 – 1989 · 
1990 – 1999 · 
2000 – 2009 · 
2010 – 2019 ·
2020 − 2029
1974 · 
1975 · 
1976 · 
1977 · 
1978 · 
1979 · 
1980 · 
1981 · 
1982 · 
1983 · 
1984 · 
1985 · 
1986 · 
1987 · 
1988 · 
1989 · 
1990 · 
1991 · 
1992 · 
1993 · 
1994 · 
1995 · 
1996 · 
1997 · 
1998 · 
1999 · 
2000 · 
2001 · 
2002 · 
2003 · 
2004 · 
2005 · 
2006 · 
2007 · 
2008 · 
2009 · 
2010 · 
2011 · 
2012 · 
2013 · 
2014 ·
2015 ·
2016 ·
2017 ·
2018 ·
2019 ·
2020 ·
2021 ·
2022 ·
2023
Afghanistan ·
Algerije ·
Australië ·
Azerbeidzjan ·
Bahrein ·
Bangladesh ·
Benin ·
Bhutan ·
Bosnië en Herzegovina ·
Brazilië ·
Bulgarije ·
Burkina Faso ·
Chili ·
China ·
Congo-Kinshasa ·
Costa Rica ·
Duitsland ·
Ecuador ·
Egypte ·
Estland ·
Filipijnen ·
Finland ·
Gabon ·
Guam ·
Haïti ·
Hongkong ·
Ierland ·
India ·
Indonesië ·
Irak ·
Iran ·
Japan ·
Jemen ·
Jordanië ·
Kazachstan ·
Kenia ·
Kirgizië ·
Koeweit ·
Kosovo ·
Laos ·
Letland ·
Libanon ·
Liberia ·
Libië ·
Macau ·
Malediven ·
Maleisië ·
Mali ·
Marokko ·
Mauritanië ·
Mozambique ·
Myanmar ·
Nepal ·
Nieuw-Zeeland ·
Noord-Korea ·
Noord-Macedonië ·
Noorwegen ·
Oezbekistan ·
Pakistan ·
Palestina ·
Paraguay ·
Qatar ·
Saoedi-Arabië ·
Senegal ·
Singapore ·
Slovenië ·
Soedan ·
Somalië ·
Sri Lanka ·
Syrië ·
Tadzjikistan ·
Taiwan ·
Thailand ·
Togo ·
Tunesië ·
Turkmenistan ·
Uruguay ·
Verenigde Arabische Emiraten ·
Verenigde Staten ·
Vietnam ·
Wit-Rusland ·
Zambia ·
Zimbabwe ·
Zuid-Korea ·
Zweden ·
Zwitserland